# 高岡市立能町小学校
高岡市立能町小学校（たかおかしりつ のうまちしょうがっこう）は富山県高岡市にある公立小学校。

## 沿革
- 平成23年3月‐創立120周年